# Confederación Europea de Esgrima
La Confederación Europea de Esgrima (CEE) es la organización que se dedica a regular las normas de la esgrima como deporte a nivel competitivo en Europa, así como de celebrar periódicamente competiciones y eventos en cada una de sus disciplinas. Es una de las cinco organizaciones continentales de la Federación Internacional de Esgrima.
Fue fundada el 26 de abril de 1991 en la Viena con el nombre de Unión Europea de Esgrima. En 1997 se decidió cambiarle el nombre por el actual. Tiene su sede en Múnich (Alemania) y cuenta con la afiliación de 44 federaciones nacionales.

## Eventos
Los principales eventos a cargo de la CEE son:
- Campeonato Europeo de Esgrima

## Organización
La estructura jerárquica de la Confederación está conformada por el presidente y los vicepresidentes, el director general, el Congreso (efectuado cada año), el Comité Ejecutivo, el Consejo y el Comité Técnico.

### Presidentes
| N.º | Periodo     | Nombre          | País            |
| --- | ----------- | --------------- | --------------- |
| 1   | 1991 – 1996 |                 |                 |
| 2   | 1996 – 2005 | Jenő Kamuti     | Hungría         |
| 3   | 2005 – 2008 | Alisher Usmanov | Rusia           |
| 4   | 2008 –      | Frantisek Janda | República Checa |

## Federaciones nacionales
En 2016 la CEE cuenta con la afiliación de 44 federaciones nacionales.
| N.º | País                | Federación                                  | Página web                                           |
| --- | ------------------- | ------------------------------------------- | ---------------------------------------------------- |
| 1   | Alemania            | Deutsche Fechter-Bund                       |                                                      |
| 2   | Armenia             | Federación Armenia de Esgrima               |                                                      |
| 3   | Austria             | Österreichischer Fechtverband               |                                                      |
| 4   | Azerbaiyán          | Federación Azerbaiyana de Esgrima           |                                                      |
| 5   | Bélgica             | Fédération Royal Belge d'Esgrime            |                                                      |
| 6   | Bielorrusia         | Federación Bielorrusa de Esgrima            |                                                      |
| 7   | Bulgaria            | Federación Búlgara de Esgrima               |                                                      |
| 8   | Chipre              | Federación Chipriota de Esgrima             |                                                      |
| 9   | Croacia             | Hrvatski mačevalački savez                  |                                                      |
| 10  | Dinamarca           | Dansk Fægteforbund                          |                                                      |
| 11  | Eslovaquia          | Federación Eslovaca de Esgrima              |                                                      |
| 12  | Eslovenia           | Federación Eslovena de Esgrima              |                                                      |
| 13  | España              | Real Federación Española de Esgrima         |                                                      |
| 14  | Estonia             | Federación Estona de Esgrima                |                                                      |
| 15  | Finlandia           | Suomen Miekkailuliitto                      |                                                      |
| 16  | Francia             | Fédération Française d'Escrime              |                                                      |
| 17  | Georgia             | Federación Georgiana de Esgrima             |                                                      |
| 18  | Grecia              | Federación Helénica de Esgrima              |                                                      |
| 19  | Hungría             | Magyar Vívó Szövetség                       |                                                      |
| 20  | Irlanda             | Irish Fencing Federation                    |                                                      |
| 21  | Islandia            | Federación Islandesa de Esgrima             |                                                      |
| 22  | Israel              | Asociación Israelita de Esgrima             |                                                      |
| 23  | Italia              | Federazione Italiana Scherma                | Archivado el 12 de junio de 2008 en Wayback Machine. |
| 24  | Letonia             | Federación Letona de Esgrima                |                                                      |
| 25  | Lituania            | Federación Lituana de Esgrima               |                                                      |
| 26  | Luxemburgo          | Fédération Luxembourgeoise d'Escrime        |                                                      |
| 27  | Macedonia del Norte | Federación de Esgrima de Macedonia          |                                                      |
| 28  | Malta               | Asociación Maltesa de Esgrima               |                                                      |
| 29  | Moldavia            | Federación Moldava de Esgrima               |                                                      |
| 30  | Mónaco              | Fédération Monégasque d'Escrime             |                                                      |
| 31  | Noruega             | Norges Fekteforbund                         |                                                      |
| 32  | Países Bajos        | Koninklijke Nederlandse Algemene Schermbond |                                                      |
| 33  | Polonia             | Polski Związek Szermierczy                  |                                                      |
| 34  | Portugal            | Federação Portuguesa de Esgrima             |                                                      |
| 35  | Reino Unido         | British Fencing Association                 |                                                      |
| 36  | República Checa     | Český šermířský svaz                        |                                                      |
| 37  | Rumania             | Federaţia Română de Scrima                  |                                                      |
| 38  | Rusia               | Federación Rusa de Esgrima                  |                                                      |
| 39  | San Marino          | Federazione Sammarinese di Scherma          |                                                      |
| 40  | Serbia              | Federación Serbia de Esgrima                |                                                      |
| 41  | Suecia              | Svenska Fäktförbundet                       |                                                      |
| 42  | Suiza               | Swiss Fencing                               |                                                      |
| 43  | Turquía             | Federación Turca de Esgrima                 |                                                      |
| 44  | Ucrania             | Federación Ucraniana de Esgrima             |                                                      |